# Joana Radzyner
Joana Radzyner (* 17. Mai 1954 in Warschau) ist eine österreichische Journalistin und war bis Dezember 2009 ORF-Korrespondentin in Tschechien, der Slowakei und in Polen. Radzyner, Mutter einer Tochter, spricht neben Polnisch und Deutsch Slowakisch, Tschechisch, Englisch, Französisch und Italienisch. Ihre Schwester, die Wirtschaftswissenschaftlerin Olga Radzyner, verunglückte bei einem Flugzeugabsturz in Afrika tödlich.
Ihre Familie emigrierte 1959 nach Wien, wo sie später Geschichte, Soziologie und Politikwissenschaften studierte und 1978 zum Doktor der Philosophie promovierte. Im Anschluss daran studierte sie auch an der University of Minnesota in den USA.
1983 kam sie zum ORF, wo sie in der Redaktion für Ost- und Südosteuropa unter Leitung von Paul Lendvai tätig war. Seit 1985 ist Radzyner ständige Korrespondentin in Polen, seit 1992 auch in der Slowakei. 1999 bekam sie ein fixes Büro in Prag, bis dahin war sie als „Reisekorrespondentin“ in den Ländern unterwegs. 2005 wurde das Büro nach Warschau verlegt.

## Veröffentlichungen
- Sklavenarbeit unterm Hakenkreuz: die verdrängte Geschichte der österreichischen Industrie, zusammen mit Reinhard Engel, Deuticke 1999, ISBN 3-216-30456-6
- Stanisław Madeyski 1841–1910: ein austro-polnischer Staatsmann im Spannungsfeld der Nationalitätenfrage in der Habsburgermonarchie, Verlag der Österreichischen Akad. d. Wiss. 1983, ISBN 3-7001-0568-1
- Menschenrechte in Ost- und Südosteuropa (Mitautor), StudienVerlag 1988, ISBN 3-7065-1279-3